# Herb Trzebini

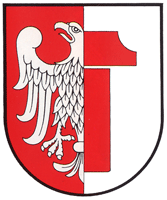
Herb Trzebini obowiązujący w latach 1977-1990

Herb Trzebini – jeden z symboli miasta Trzebinia i gminy Trzebinia w postaci herbu.

## Wygląd i symbolika
Herb przedstawia półksiężyc w niepełnym nowiu, rogami zwróconymi ku górze, nad nim krzyż maltański, a pod nim gwiazdę sześcioramienną. Półksiężyc, krzyż i gwiazda są koloru złotego w błękitnym polu tarczy.
Gwiazda i półksiężyc wywodzą się z herbu Leliwa, którym pieczętował się hr. Stanisław Wodzicki. Również krzyż maltański ma bezpośrednie odniesienie do hr. Stanisława Wodzickiego, który był kawalerem Zakonu Maltańskiego.

## Historia
Pierwszym udokumentowanym herbem związanym z terenem Trzebini był herb Łabędź, którym pieczętował się Walther Kezinger, właściciel Trzebini w XV wieku. Od XVI w. Trzebinia należała do rodu Trzebińskich, pieczętujących się herbem Abdank. Herb Łabędź i Abdank związane były z Trzebinią w czasie, gdy była ona wsią. W drugiej dekadzie XIX w. z Trzebinią związany został herb Leliwa za sprawą hrabiego Stanisława Wodzickiego, który stał na czele Senatu Wolnego Miasta Krakowa, kiedy w 1817 ta najwyższa władza Rzeczypospolitej Krakowskiej nadała Trzebini prawa miejskie.
Obowiązujący w latach 1977–1990 herb został ustanowiony w okresie PRL.
Nowy herb nawiązujący do herbu Leliwa został przyjęty uchwałą Rady Miasta Trzebini 21 grudnia 1990.